# Попов, Николай Васильевич (банкир)
Никола́й Васи́льевич Попо́в (10 декабря 1924, Зверево 1, Вятская губерния — 27 ноября 2019, Киров) — российский финансист, банкир, основатель и руководитель банка «Хлынов», почётный гражданин города Кирова. Ветеран Великой Отечественной войны.

## Биография
Родился 10 декабря 1924 года в деревне Первое Зверево (ныне — в Санчурском районе Кировской области). Окончил 9 классов школы. Имеется правнучка(Ксения Попова)

### Великая Отечественная война
29 августа 1942 года в 17 лет был призван в Красную армию Санчурским РВК, Кировской области. Служил помощником командира стрелкового взвода запасного полка 34-й стрелковой дивизии по подготовке младшего командного состава для фронта (п. Вишкиль Котельничского района), старший сержант.
В Действующей армии с сентября 1942 года. В 1944 году — в боях Великой Отечественной войны: участвовал в освобождении Прибалтики, Польши. Участник Инстербургско-Кёнигсбергской операции. 13 января 1945 года во время боя в Восточной Пруссии был ранен. Приказом командира 1191-го стрелкового Выборгского полка 358-й стрелковой Ленинградской Краснознамённой ордена Суворова дивизии 3-го Белорусского фронта награждён медалью «За отвагу». День Победы 9 мая 1945 года встретил в госпитале. Демобилизован 29 июля 1945 года.

### Профессиональная деятельность
С 29 сентября 1945 года работал кредитным инспектором отделения Государственного банка СССР в селе Корляки (Санчурский район Кировской области). С 1952 года — управляющий Корляковским, затем — Молотовским и Санчурским отделениями Госбанка. С 1960 года работал в Кировской областной конторе Госбанка СССР.
С 1984 года — управляющий Кировской областной конторой Стройбанка СССР. С 1987 года — начальник Кировского областного управления Промстройбанка СССР.

### Банк «Хлынов»
После выхода на пенсию в 1990 году основал первый в Кировской области коммерческий банк — «Кировский кооперативный банк», в 1992 году перерегистрированный в Коммерческий банк «Хлынов».
Возглавляя банк «Хлынов», активно занимался меценатством — материально поддерживал храмы в Кирове и в селе Корляки. За многолетнюю поддержку вятской культуры и просвещения в 2007 году стал лауреатом премии «Вятский горожанин».
Скончался 27 ноября 2019 года. Церемония прощания состоялась 30 ноября 2019 года в Вятской филармонии.

## Награды и признание
- Орден Отечественной войны I степени (11.03.1985)[11]
- Орден Славы III степени  (6.11.1947)[5][12]
- Орден Почёта (16.6.2010)[13]
- Медаль «За отвагу» (СССР)(22.1.1945)[14][К 1]

- Медаль «В ознаменование 100-летия со дня рождения Владимира Ильича Ленина» (6 апреля 1970)
- Медаль «За трудовую доблесть»[3]
- Медаль «За победу над Германией в Великой Отечественной войне 1941—1945 гг.» (9 мая 1945[15])[3]
- Юбилейная медаль «Двадцать лет Победы в Великой Отечественной войне 1941—1945 гг.» (7 мая 1965[16])
- Юбилейная медаль «Тридцать лет Победы в Великой Отечественной войне 1941—1945 гг.»[17]
- Медаль «Сорок лет Победы в Великой Отечественной войне 1941-1945 гг.»[18]
- Медаль Жукова (1994)
- Юбилейная медаль «50 лет Победы в Великой Отечественной войне 1941—1945 гг.»[19]
- Медаль «Ветеран труда»[3]
- Медаль «30 лет Советской Армии и Флота»[20]
- Юбилейная медаль «40 лет Вооружённых Сил СССР»[21]
- Юбилейная медаль «50 лет Вооружённых Сил СССР» (26 декабря 1967[22])
- Юбилейная медаль «60 лет Вооружённых Сил СССР» (28 января 1978[23])
- Юбилейная медаль «70 лет Вооружённых Сил СССР» (28 января 1988[24])
- Знак «Гвардия»
- Знак МО СССР «25 лет Победы в Великой Отечественной войне» (24 апреля 1970)

- Заслуженный экономист РСФСР[3][25]
- Почётные знаки:
  - Вятской торгово-промышленной палаты (2009)[26]
  - Кировской области «За заслуги перед Кировской областью» (17.3.2010)[3][27]
  - города Киров «За заслуги перед городом»[3]
- Почётный гражданин города Кирова (25.8.2010) — за многолетний добросовестный труд, плодотворную общественную и благотворительную деятельность, большой личный вклад в социально-экономическое развитие города Кирова и особые заслуги в становлении и укреплении банковской системы[28]
- орден преподобного Сергия Радонежского[3]
- орден Ассоциации российских банков «За заслуги перед банковским сообществом» I и II степени[3]
- Лауреат премии «Вятский горожанин» 2006 года[25][29]
- Почётная грамота Ассоциации региональных банков России (2005) — за высокий профессионализм в организации и развитии банковского дела[30]
- К 90-летию Н. В. Попова снят документальный фильм «Николай Попов. Монологи», выпущена книга «Николай Попов. Фронтовик. Основатель банка „Хлынов“. Меценат»[31].

## Память
- На могиле установлен надгробный памятник.
- Его имя увековечено в Главном Храме Вооружённых сил России, и навсегда запечатлено на мемориале «Дорога памяти»

## Комментарии
1. ↑  Вручена 11 октября 2016[3].